# Боровский, Евгений Власович
Евгений Власович Боровский (1925—2019) — советский учёный-медик, доктор медицинских наук, профессор.
Автор многих научных работ, включая учебники и монографии.

## Биография
Родился 14 января 1925 года в Минской области Белорусской ССР.
В 1941 году окончил девять классов школы. В июне этого же года был призван на службу в РККА и стал участником Великой Отечественной войны. Сначала был направлен в 3-ю специальную артшколу, по окончании которой продолжил обучение в 1-м Киевском Краснознамённом артиллерийском училище, в то время передислоцированное в Красноярск. 
В марте 1943 года окончил училище, получил звание лейтенанта и служил командиром огневого взвода 7-й гвардейской механизированной бригады 3-го гвардейского Сталинградского корпуса. После двух ранений и длительного лечения в госпиталях, в декабре 1945 года был демобилизован из армии.
В 1946 году поступил в Московский стоматологический институт (ныне Московский государственный медико-стоматологический университет), который окончил в 1950 году. В этом же году поступил в институтскую аспирантуру. В марте 1954 года Евгений Боровский защитил кандидатскую диссертацию на тему «Обмен фосфора и кальция в твердых тканях зуба при экспериментальном авитаминозе B₁», а в 1967 году защитил докторскую диссертацию, посвященную изучению биологии твердых тканей зубов.
С 1953 года работал в 1-м Московском медицинском институте (ныне Первый Московский государственный медицинский университет имени И. М. Сеченова): с 1957 года — доцент кафедры терапевтической стоматологии, с 1968 года — заведующий кафедрой терапевтической стоматологии, с 2003 года — профессор кафедры терапевтической стоматологии. С 1960 по 1972 год являлся заместителем декана, потом — деканом стоматологического факультета.
В 1971 году Е. В. Боровский был избран председателем Всероссийского научного общества стоматологов. В 1992 году, когда на базе Всероссийского научного общества стоматологов была создана Стоматологическая Ассоциация России (СтАР), стал первым её президентом и возглавлял эту организацию до 1996 года. С 1980 по 1992 год был главным стоматологом 4-го Главного управления Министерства здравоохранения СССР. Также Евгений Власович был главным редактором журнала «Клиническая стоматология», членом редакционной коллегии журнала «Стоматология» и входил в состав редакционного совета журнала «Стоматология для всех».
Умер 15 июня 2019 года в Москве.
Был награждён орденами Красной Звезды, Отечественной войны I степени, Октябрьской революции и «Знак Почёта», а также многими медалями, среди которых «За победу над Германией в Великой Отечественной войне 1941—1945 гг.» и «Ветеран труда».